# Marie Öhman
Eva-Marie Charlott Öhman, gift Kylling Persson, född 23 mars 1958 i Västerås, är en svensk före detta barnskådespelare. Kylling Persson är utbildad läkarsekreterare och arbetar med IT-support för Landstinget i Östergötland. Hon är bosatt i Mjölby.

## Filmografi
- 1967 – Hugo och Josefin
- 1993 – Minns Ni?